# Okres Siedlce
Okres Siedlce (polsky Powiat siedlecki) je okres v polském Mazovském vojvodství. Rozlohu má 1603,22 km² a v roce 2020 zde žilo 81 385 obyvatel. Sídlem správy okresu je město Siedlce, které však není jeho součástí, ale tvoří samostatný městský okres.

## Gminy
Městsko-vesnická:
- Mordy

Vesnické:
- Domanice
- Korczew
- Kotuń
- Mokobody
- Paprotnia
- Przesmyki
- Siedlce
- Skórzec
- Suchożebry
- Wiśniew
- Wodynie
- Zbuczyn

## Město
- Mordy

## Demografie
Počet obyvatel (informace z 30. června 2005):
|         | Celkem | Celkem | Ženy   | Ženy | Muži   | Muži |
|         | Osob   | %      | Osob   | %    | Osob   | %    |
| ------- | ------ | ------ | ------ | ---- | ------ | ---- |
| Celkem  | 80 566 | 100    | 40 002 | 49,7 | 40 564 | 50,3 |
| Město   | 1810   | 100    | 926    | 51,2 | 884    | 48,8 |
| Vesnice | 78 756 | 100    | 39 076 | 49,6 | 39 680 | 50,4 |